# Шахта імені В. В. Вахрушева
ДВАТ «Шахта ім. В. В. Вахрушева». Входить до ДХК «Ровенькиантрацит». Розташована у с. Ясенівський, Ровеньківська міськрада Луганської області.
Стала до ладу у 1954 р. з виробничою потужністю 1200 тис. т вугілля на рік. У 2003 р. видобуто 2015 тис. т вугілля. Шахтне поле розкрите 2-а вертикальними і 4-а похилими стволами. Максимальна глибина робіт 1115 м. Протяжність підземних виробок 83,5/92,7 км (1990/1999).
Шахта І категорії за виділенням метану. Розробляє чотири вугільні пласти h7, h8, h10, h1
1. Діє 6/4 очисні вибої, 13/18 підготовчих вибоїв (1990/1999). В очисних вибоях на пластах h8, h11 потужністю 1,45 і 1,65 м використовуються механізовані комплекси КМТ з комбайнами КШ-1КГУ. Кількість працюючих на шахті 2320/2940 осіб, з них підземних 1890/2380 осіб (1990/1999).
Планами розвитку гірничих робіт передбачається відкриття і підготовка горизонту 930 м, відкриття і підготовка похилого поля пласта h10.
Адреса: 94780, сел. Ясенівський, м.Ровеньки, Луганської обл.